# Teleki Ferenc (főrend)
Széki gróf Teleki Ferenc (Strassnitz, (Morvaország), 1790. április 20. – Bécs, 1853. március 8.) valóságos belső titkos tanácsos, udvari tanácsos és referendárius.

## Élete
Teleki Sámuel gróf és Serényi Franciska grófnő fia. A pozsonyi királyi akadémiában végezte jogi tanulmányait; katolizált, azután Nagyszombatba ment teológiát hallgatni, de 1812-ben megváltoztatván szándékát visszatért a polgári pályára, s előbb Pest vármegye aljegyzője, majd helytartótanácsi tisztviselő szolgált és fokonként haladva helytartósági tanácsos, 1825-ben erdélyi kormányszéki tanácsos volt Kolozsvárt, 1828-ban Bécsben az egyetemes udvari kamaránál udvari tanácsos és rövid idő múlva előbb az erdélyi, majd a magyar udvari kancelláriánál előadó udvari tanácsos, végül 1844-ben valóságos belső titkos tanácsos lett és hivatalviselését folytatta 1848-ig, mely év áprilisában nyugalomba lépett. Az 1834., 1837. és 1846. évi erdélyi országgyűlésen királyi hivatalos volt. A Magyar Tudományos Akadémia könyvtárát, melyet a Teleki grófok alapítottak, mintegy 600 darabra menő könyvvel, ezek során Tinódi munkáinak egy ritka szép példányával gazdagította.
A Tudományos Gyűjteménybe írt egy-két történelmi dolgozatot; a Hormayr és Mednyánszky báró által 1820-ban megindított Taschenbuchba járult a régibb magyar irodalomra vonatkozó becses cikkekkel. Ilyen volt a Janus Pannoniust ismertető értekezése ezen gyűjtemény I. kötetében, Tinódi nevének a német közönséggel első megismertetése, a Szendrei névtelen 1571-ből való költői beszélyének német fordítása (a III. évf.) és Zrínyi Miklós költőnk életrajza (a II-ban 1821. 360-400.), melyhez a Zrinyiász néhány töredéke van csatolva fordításban. 